# Entosthodon pulchellus
Entosthodon pulchellus là một loài Rêu trong họ Funariaceae. Loài này được (H. Philib.) Brugués mô tả khoa học đầu tiên năm 2000.